# 藤井希璞
藤井 希璞（ふじい きぼく、1824年〈文政7年7月〉 - 1893年〈明治26年〉6月27日）は、幕末の神職・地下人・有栖川宮家家士、明治期の宮内官僚。元老院議官。旧姓は生源寺。通称は少進、別名は神崎少進、神崎献吉。

## 経歴
近江国滋賀郡上坂本村（現滋賀県大津市坂本）で、日吉神社社司・生源寺希烈の九男として生まれる。
元治元年6月（1864年7月）有栖川宮家の家士となる。慶応3年3月（1867年4月）熾仁親王の密書を携え長州藩に赴き、帰途に諸藩を遊説した。同年9月（10月）討幕挙兵計画の疑いで新選組に捕縛され拷問を受けた。同年11月、藤井の生命が危険との情報を受け熾仁親王の助命により宮家に戻された。
戊辰戦争に際し、慶応4年4月7日（1868年4月29日）大総督として東下する熾仁親王の輔弼を命ぜられ、親王に従い各地を転戦した。明治2年3月10日（1869年4月21日）多年の国事への尽力により賞典禄3人口を終身下賜された。
明治3年9月3日（1870年9月27日）有栖川宮家扶となる。以後、東京府士族卒族触頭、触頭取締、神祇省十一等出仕、宮内省七等出仕、兼有栖川宮家令、宮内省九等出仕、兼伏見宮家令、兼東伏見宮家令、宮内省御用掛、有栖川宮・東伏見宮御附、内閣少書記官、左大臣（熾仁親王）秘書官、有栖川宮家令などを歴任した。
1888年6月7日、元老院議官に就任し、1890年10月20日の廃止まで在任して非職となる。

## 栄典
- 1888年（明治21年）12月26日 - 勲四等瑞宝章[4]
- 1890年（明治23年）12月26日 - 勲三等瑞宝章[5]